# Efa piaskowa
Efa piaskowa, korbacz pospolity (Echis carinatus) – gatunek jadowitego węża z rodziny żmijowatych (Viperidae).

## Występowanie
Występuje od Iranu (być może także Iraku) i wschodniej części Półwyspu Arabskiego na wschód po Sri Lankę i Indie oraz na północ po Azję Środkową (Turkmenistan, Uzbekistan i Tadżykistan). Dawne stwierdzenia z Afryki dotyczą innych gatunków.

## Budowa ciała
Osiąga długość 70–90 cm.
Ubarwienie grzbietu brązowe z rzędem jasnych, poprzecznie wydłużonych plam z czerwonymi obwódkami. Na bokach tułowia występują falisto-zygzakowate, szerokie czarne wstęgi, jasno obrzeżone od strony grzbietowej. Na głowie znajduje się charakterystyczny znak w kształcie białego krzyża.

## Biologia i ekologia

### Tryb życia
Przeważnie występuje na piaszczystych lub piaszczysto-kamienistych i porośniętych skąpą roślinnością półpustyniach, jednak spotykana też jest na pustyniach, stepach i sawannach. Na niektórych obszarach występuje masowo.
Jest aktywna nocą, w dzień kryje się w norach, szczelinach skalnych lub pod kamieniami. Na piasku sposób poruszania się jest charakterystyczny dla węży piaskowych, mianowicie porusza się bokiem do podłużnej osi ciała. Często zagrzebuje się w podłożu. W razie zagrożenia efa piaskowa zwija się w kłębek, chowa głowę oraz pociera ciasno splecionymi bokami o siebie. W czasie pocierania łuski, posiadające poprzeczne rogowe żeberka wydają odstraszający szelest.

### Odżywianie
Jest drapieżnikiem. Żywi się głównie jaszczurkami i drobnymi ssakami (głównie gryzoniami), a także płazami oraz wężami (w tym własnego gatunku).

### Rozród
Jest jajożyworodna (inne gatunki z tego rodzaju są jajorodne). W sierpniu samica rodzi 5 do 15 młodych od długości 10–16 cm.

## Zagrożenie dla człowieka
Jest gatunkiem bardzo agresywnym, a jej jad zagraża życiu człowieka – śmiertelność wynosi około 5%. Jad efy zawiera ekarynę, proteazę wywołującą zaburzenia krzepnięcia.